# Emmanuel Mbola
Emmanuel Mbola (Kabwe, 10 de maio, 1993) é um futebolista da Zâmbia.

## Carreira
Mbola representou o elenco da Seleção Zambiana de Futebol no Campeonato Africano das Nações de 2015.

## Títulos

### Pyunik FC
- Campeonato de Armênia : 2009
- Copa de Armênia : 2009